# Canalete
Canalete – miasto w Kolumbii, w departamencie Córdoba.